# Die Flamme
Die Flamme ist ein deutscher Stummfilm in fünf Akten von Ernst Lubitsch aus dem Jahr 1922. Es war der letzte Film, den Lubitsch in Deutschland drehte. Das Drama ist heute nur noch als Fragment erhalten.

## Inhalt
Paris im 19. Jahrhundert: Die Kokotte Yvette lernt den jungen Komponisten Adolphe kennen. Er schafft es durch die Beziehung zu Yvette, sich endlich von seiner strengen Mutter zu lösen; sie wiederum träumt von einem bürgerlichen Leben an seiner Seite. Yvette und Adolphe heiraten, doch ahnt Adolphe nicht, womit Yvette ihr Geld verdient. Erst der zwielichtige Gaston, den Yvette früher zurückgewiesen hat, eröffnet ihm, dass seine Frau eine Prostituierte ist.
Adolphe steht zu Yvette, doch Gaston und Adolphes Mutter intrigieren weiter gegen sie. Adolphe schafft es schließlich nicht, seine Hemmungen zu überwinden und sich tatsächlich auf sein neues Leben an der Seite von Yvette einzulassen. Am Ende kehrt er zu seiner Mutter zurück. Yvette nimmt sich mit einem Sprung aus dem Fenster das Leben.

## Produktion
Die Flamme entstand nach einem Stück von Hans Müller. Die Bauten und Dekorationen stammen von Kurt Richter und Ernst Stern, die Kostüme schuf Ali Hubert.
Der Film passierte die Filmzensur am 27. September 1922 in der Länge von 2555 Metern und erlebte seine Uraufführung Ende Januar 1923 in Wien. Die deutsche Erstaufführung fand am 11. September 1923 im Ufa-Palast am Zoo in Berlin statt. Zu dem Zeitpunkt lebte und arbeitete Lubitsch bereits in Hollywood. In Amerika wurde Die Flamme 1924 mit einem neuen, positiven Ende gezeigt, das dem Film jeden dramatischen Wert nahm.
Heute existieren nur noch Fragmente des Films im Filmmuseum München.

## Kritik
Lubitsch bezeichnete Die Flamme als „kleines, intimes Kammerspiel“. Kurt Pinthus beschrieb Die Flamme als Komposition verschiedener Genreszenen, „aber im Milieu, in Stimmung, Belichtung so zärtlich-liebevoll und geschmackvoll, von anmutigster Bewegung erfüllt […] nur noch stimmungsbewegtes Bild und sichtbar gewordene Menschlichkeit“.